# Mike Morgan
Michael Thomas Morgan, mais conhecido como Mike Morgan, é um ex-jogador profissional de beisebol norte-americano.

## Carreira
Mike Morgan foi campeão da World Series 2001 jogando pelo Arizona Diamondbacks. Na série de partidas decisiva, sua equipe venceu o New York Yankees por 4 jogos a 3.